# Anastassia Davydova
Pour les articles homonymes, voir Davydov.
Anastassia Semionovna Davydova (en russe : Анастасия Семёновна Давыдова), née le 2 février 1983 à Moscou, est une nageuse synchronisée russe.

## Carrière
Avec Anastassia Iermakova, elle est sacrée championne olympique de natation synchronisée en duo et en équipe aux Jeux olympiques de 2004 se déroulant à Athènes et aux Jeux olympiques de 2008 se tenant à Pékin. Un cinquième titre olympique complète son palmarès aux Jeux olympiques de 2012 à Londres, avec une victoire par équipes. Elle intègre l'International Swimming Hall of Fame en 2017.